# Małynyczi (przystanek kolejowy)
Małynyczi (ukr. Малиничі) – mijanka i przystanek kolejowy w pobliżu miejscowości Małynyczi, w rejonie chmielnickim, w obwodzie chmielnickim, na Ukrainie. Położona jest na linii Chmielnicki – Kamieniec Podolski – Kelmieńce.